# Micaela López
Micaela López (Cayastá, Provincia de Santa Fe, Argentina, 16 de julio de 1998) es una jugadora de fútbol argentino. Actualmente juega en el Club Atlético Unión de Santa Fe. En 2015 fue convocada para jugar en la Selección Argentina de Fútbol Femenino Argentino.

## Trayectoria
Actualmente juega en posición de medio campo en el Club Atlético Unión de Santa Fe.